# Скауз

Мерсісайд на карті Англії

Ска́уз (англ. scouse) — акцент і діалект англійської мови, поширений в місті Ліверпуль і в прилеглих до нього місцевостях Мерсісайду. Особливо помітний у таких районах, як Південний Сефтон, Ноуслі та Віррал. Скаузерський акцент дуже відрізняється від інших акцентів і його звуки повністю різні з деякими діалектами сусідніх місцевостей, наприклад в Чеширі або в Ланкаширі.

## Історія
Спочатку перші справжні жителі місцевості, яка пізніше стала називатися Мерсісайд, влаштувались на півострові Віррел, за 200 років до заснування Ліверпуля. Розташувавшись у проміжку між Англією та Уельсом, вони поступово створили свій власний діалект і акцент. Акцент потім поширився в місцевих околицях, і по-справжньому почав розвиватися завдяки великому числу іммігрантів, які заселились у Ліверпулі в XVIII і XIX століттях, з острова Мен, з Уельсу, Скандинавії, Німеччини, Шотландії і, переважно, з Ірландії. Вплив різних форм мови дозволив мешканцям Ліверпулю набути акцент, відмінний від оточуючих його Ланкаширу і Чеширу. Але тільки недавно «скауз» став розглядатися як особливий акцент або діалект. Протягом багатьох років ліверпульський діалект вважали змішанням різних акцентів без виділення власного.

## Фонологія
Скауз відрізняється швидкою, дуже акцентованою манерою мови, з діапазоном зростання та падіння тону не типовим для більшості діалектів північної Англії. У південній частині міста акцент більш м'який, ліричний, а на півночі грубий, твердий. Ці відмінності, в основному, можна помітити при вимові голосних. У північній частині міста такі слова, як «book» і «cook» вимовляються не відповідно до нормативної вимови, у той час як південна частина міста вимовляє їх згідно з літературною вимовою. Використання довгого [uː] в таких словах колись було нормою на всій території Великої Британії, але зараз обмежується традиційними акцентами Північної Англії і Шотландії.
| Нормативна вимова | Скауз |
| ----------------- | ----- |
| [ʊ] в 'book'      | [uː]  |
| [ʊ] в 'cook'      | [uː]  |

Скауз початку XXI століття в дечому помітно відрізняється від скаузу попередніх десятиліть. Акцент Ліверпуля 1950-х років був більшою мірою гібридом ланкаширського акценту з ірландським. Але з тих пір, як і більшість акцентів і діалектів, скауз став предметом фонетичної еволюції та змін. За останні кілька десятиліть акцент більше не змішувався, але продовжував розвиватися далі.